# Checa (Spanischer Bürgerkrieg)
Checa ist der franquistische Name für die Vernehmungszentren der Republikaner während des Spanischen Bürgerkriegs.

## Geschichte
Nach einem Putsch gegen die gewählte spanische Regierung der Frente Popular durch Generäle um Francisco Franco brach 1936 der Spanische Bürgerkrieg aus. Im Rahmen der Auseinandersetzungen wurden von den Anarchisten und Kommunisten überall im Land Gefängnisse für vermeintliche und tatsächliche politische Gegner eingerichtet, die die Franquisten als Checas bezeichneten und deren Errichtung keine gesetzliche Grundlage hatte. Die Checas werden oft als eine spontane und blutrünstige Reaktion der Republikaner auf die Berichte der institutionalisierten Gräueltaten der Franquisten verstanden. Die Insassen wurden dort gefoltert und hingerichtet.
Spanische Geschichtsrevionisten vertreten die These, dass diese nach dem sowjetischen Modell der Tschekas errichtet wurden und durch die Kommunistische Partei Spaniens, zusammen mit sowjetischen „Beratern“, eingeführt worden seien. Die These unterstützt die Theorie der Franquisten, dass die Spanische Republik eine jüdisch-bolschewistische Verschwörung gegen Spanien gewesen sei.
Unabhängigere Historiker vertreten dagegen die Meinung, dass die Volksgefängnisse eher in Analogie zur Französischen Revolution (1792–1794) errichtet wurden.
Allein in Madrid gab es 226 Checas. Die Marxisten und Anarchisten richteten sie bevorzugt in Klöstern und Kirchen ein, wie zum Beispiel im Kloster „Salesas Reales“ oder in der Kirche „Santa Cristina“.
Einige der Checas waren nach Meinung von Geschichtsrevisionisten direkt den Regierungsbehörden unterstellt, wie zum Beispiel die Checa „Bellas Artes y Fomento“ des Provinzkomitees für öffentliche Ermittlungen (span: Comité Provincial de Investigación Pública). 
Laut César Vidal, einem prominenten Vertreter des Geschichtsrevisionismus, sollen allein in Madrid 11.705 Personen ermordet worden sein.

### Checas in Barcelona
In Katalonien, wo die Arbeiter mehrheitlich anarchistisch orientiert waren, gab es nach dem Sieg über die Franquisten die erste und einzige anarcho-syndikalistische Selbstverwaltung einer politischen Region in Europa. Die Schattenseite war die Errichtung von sogenannten „Checas“, in denen politische Gegner eingesperrt wurden.
Einige Volksgefängnisse bzw. Checas in Barcelona wurden von dem Franzosen Alfonso Laurencic entworfen. Der Stil erinnert an abstrakte Kunst, wie die Werke von Paul Klee und Wassily Kandinsky. Die Stilmittel wurden, neben einer zu schnell gehenden Uhr, als psychisches Foltermittel eingesetzt.

## Checas im heutigen Diskurs in Spanien
Der Künstler Pedro G. Romero ist der Meinung, dass die Checas durch Überbeanspruchung als vollkommener ‚Schrecken‘ seitens der revisionistischen Propaganda zu einer anekdotischen Fiktion werden.